# Kustguldstekel
Kustguldstekel (Chrysis vanlithi) är en stekelart som beskrevs av Linsenmeier 1959. Arten ingår i släktet eldguldsteklar (Chrysis) och familjen guldsteklar (Chrysididae). Arten är reproducerande i Sverige. Arten fick sitt svenska trivialnamn 2019.